# Juan de Nova
Juan de Nova-sziget (franciául Île Juan de Nova) Franciaországhoz tartozó sziget az Indiai-óceánban. A Mozambiki-csatornában, Madagaszkár és Mozambik között helyezkedik el. Közigazgatási szempontból az Indiai-óceáni francia szigetek (franciául "Îles éparses de l'océan Indien") része, mely a Francia déli és antarktiszi területek öt régiójának egyike.

Szigetek Madagaszkár környezetében

Madagaszkártól 140, az afrikai szárazföldtől 288 km-re fekszik. Területe 4,8 km². A kicsiny homokos szigetet korallzátonyok övezik.
Névadója João da Nova galiciai admirális, aki portugál szolgálatban India felé hajózott a Mozambiki-csatornán, és 1501-ben felfedezte a szigetet. Ő még Galega vagy Agalega (am „a galíciai”) néven hívta. Ezután a térképeken nevének spanyol változatát kezdték feltüntetni. A szigetet a franciák 1897 óta birtokolják. Korábban a szigeten található guanótelepekből foszfátot bányásztak, ezek kimerülése óta gazdasági tevékenység nem folyik a szigeten. A szigetet Madagaszkár is magáénak tekinti.
A szigeten meteorológiai állomás működik.